# 陈琪 (1958年)
陈琪（1958年—），江苏南通人。病理生理学教授，博士生导师，享受国务院特殊津贴专家，南京医科大学党委书记。国际心脏研究会中国分会副主席、中国病理生理学会副理事长、江苏省科协副主席等职。《南京医科大学学报》主编。